# Juan Alberto Cruz
Juan Alberto Murillo Cruz (ur. 27 lutego 1959) – piłkarz, były reprezentant Hondurasu grający na pozycji pomocnika.

## Kariera klubowa
Juan Cruz podczas piłkarskiej kariery występował w klubie CD Universitario Broncos. 

## Kariera reprezentacyjna
Juan Cruz występował w reprezentacji Hondurasu w latach osiemdziesiątych. W 1982 wystąpił na Mistrzostwach Świata. Na Mundialu wystąpił tylko w meczu grupowym z Jugosławią. 